# Lijst van rivieren in Guinee-Bissau
Dit is een lijst van rivieren in Guinee-Bissau. De rivieren in deze lijst zijn geordend naar drainagebekken en de opeenvolgende zijrivieren zijn ingesprongen weergegeven onder de naam van elke hoofdrivier.

## Atlantische Oceaan
- Cacheu
  - Farim
  - Canjambari
  - Ongueringão
  - Elia (Rio Elia)
- Mansoa
  - Cana
    - Bijemita
    - Safim
- Petu
- Pefiné
- Geba
  - Corubal (Cocoli, Koliba)
  - Colufe
  - Mabani
  - Budace
  - Louvado
- Rio Grande de Buba (Bolola)
  - Quinora
  - Buduco
  - Gam Tomé
- Tombali
- Como
- Cumbijã
  - Balana
  - Sanjota
- Cacine